# エンリコ・トヴァリエーリ
エンリコ・トヴァリエーリ（Enrico Tovaglieri）は、イタリアの美術デザイナー、美術監督、美術装飾、衣裳デザイナー、舞台美術家である。

## 来歴・人物
生年不明、ロンバルディア州ヴァレーゼ県ソンマ・ロンバルド出身。
1956年にはすでに舞台美術を手がけている。『ヘンリー四世』、『オセロ』等。
1961年ころから、映画の美術デザイナーとなり、クレジットされるようになる。マリノ・ジロラミ、カルロ・リッツァーニ、エルマンノ・オルミらの監督作品の美術を多く手がける。
2007年には、美術を手がけたエルマンノ・オルミ監督の『ポー川のひかり』が公開された。。
2014年9月14日、死去。

## おもなフィルモグラフィ
インターネット・ムービー・データベースを参照、掲載されていないもの、クレジットされていないものも多い。
- Walter e i suoi cugini : 監督マリノ・ジロラミ、1961年 - 美術デザイナー
- Un figlio d'oggi : 監督マリノ・ジロラミ / ドメニコ・グラツィアーノ、1961年 - 美術デザイナー・美術装飾
- Scano Boa : 監督レナート・ダッラーラ、1961年 - 美術デザイナー
- Pelle viva : 監督ジュゼッペ・フィーナ、1962年 - 美術デザイナー
- Siamo tutti pomicioni : 監督マリノ・ジロラミ、1963年 - 美術監督
- La Celestina P... R... : 監督カルロ・リッツァーニ、1965年 - 美術デザイナー
- La lunga notte di Veronique : 監督ジャンニ・ヴェルムッチョ、1966年 - 美術装飾
- Il processo di Santa Teresa del bambino Gesù : 監督ヴィットリオ・コッタファーヴィ、テレビ映画、1967年 - 美術デザイナー

- 『荒野の大活劇』 La morte risale a ieri sera : 監督ドゥッチオ・テッサリ、1970年 - 美術監督
- 『高校教師』 La prima notte di quiete : 監督ヴァレリオ・ズルリーニ、1972年 - 美術デザイナー
- Geppo il folle : 監督アドリアーノ・チェレンターノ、1978年 - 美術監督
- Agenten kennen keine Tränen : 監督ジャンフランコ・バルダネッロ / メナヘム・ゴーラン、1978年 - 美術デザイナー・衣裳デザイナー
- 『木靴の樹』 L'albero degli zoccoli : 監督エルマンノ・オルミ、1978年 - 美術デザイナー

- 『秋物語』 Racconto d'autunno : 監督ドメニコ・コンパーナ、テレビ映画、1980年 - 美術デザイナー
- 『お手をどうぞ』 Qua la mano : 監督パスクァーレ・フェスタ・カンパニーレ、1980年 - 美術デザイナー（第二話、第一話はエンリコ・フィオレンティーニ）
- 『アッソ』 Asso : 監督カステラーノ＝ピポロ、1981年 - 美術監督
- L'ultima mazurka : 監督ジャンフランコ・ベッテティーニ、テレビ映画、1986年 - 美術デザイナー・美術装飾

- 『フランケンシュタイン/禁断の時空』 Frankenstein Unbound : 監督ロジャー・コーマン、1990年 - 美術デザイナー
- Anni 90 : 監督エンリコ・オルドイーニ、1992年 - 美術デザイナー
- Portagli i miei saluti - avanzi di galera : 監督ジャンナ・マリア・ガルベッリ、1993年 - 美術デザイナー
- A casa di Irma : 監督アルベルト・バダー、1999年 - 美術デザイナー

- Le cinque giornate di Milano : 監督カルロ・リッツァーニ、テレビ映画、2004年 - 美術デザイナー
- 『ポー川のひかり』 Centochiodi : 監督エルマンノ・オルミ、2007年 - 美術デザイナー

## 関連事項
- イタリア式コメディ

## 註
1. 1 2 3 4 5 6  Enrico Tovaglieri, インターネット・ムービー・データベース （英語）, 2011年1月12日閲覧。
2. ↑  Enrico Tovaglieri, allmovie （英語）, 2011年1月12日閲覧。
3. 1 2  Enrico Tovaglieri, イタリア放送協会 （イタリア語）, 2011年1月12日閲覧。